# ديفيد إم. كرو
ديفيد إم. كرو (بالإنجليزية: David M. Crowe)‏ هو مؤرخ أمريكي، ولد في 1950.